# 墈厚土堡
墈厚土堡，位于中国福建省将乐县白莲镇墈厚村，清咸丰八年（1858年）始建，初名靖平庙。三面临崖，位置险要，易守难攻。坐南朝北，平面依地形而呈不规则长条形，占地面积874.22平方米。堡内由东南角碉楼、前部庭院及后部祖师殿组成。附属文物有清咸丰辛酉年铁磬、同治十年铁钟等。2009年11月16日公布为第七批福建省文物保护单位。